# 耐震診断
耐震診断（たいしんしんだん）は、既存の建築物の構造的強度を調べ、想定される地震に対する安全性（耐震性）、受ける被害の程度を判断する行為。地震による破砕・倒壊を未然に防ぐため、その恐れの有無を把握する目的で行われる。
耐震診断の方法には、以下の3種類がある。
- 第1次診断
- 第2次診断
- 第3次診断

過去に起きた大地震の地震波を用いる方法も広く使われている。
耐震診断の結果によっては耐震改修などが求められる。なお静岡県をはじめとする多くの自治体では、耐震診断や耐震改修に補助金を助成している。
構造耐震指標Is値が構造耐震判定指標Iso値以上であれば、「安全」（想定する地震動に対して所要の耐震性を確保している）とされる。Isoは一般的に第1次診断法の場合は0.8、第2次・第3次診断法の場合は0.6であるが、地域、地盤及び用途によって補正される。また、第2次・第3次診断法では、CT･SD値が0.3以上であることも求められる。

## 安全の判定基準

### Iso値
Iso＝Es x Z x G x U
Es：耐震判定基本指標
=0.8（第1次診断）
=0.6（第2次・第3次診断）
Z：地域指標（地域の地震活動度や想定する地震動の強さによって定められた指標）
G：地盤指標（表層地盤の増幅特性、地形効果、地盤と建物の相互作用等によって定められた指標）
U：用途指標（建物の用途等によって定められた指標）

### Is値
Is値とはSeismic Index of Structure（耐震指標）の略称である。
Is= Eo x SD x T
Eo：保有性能基本指標（建物が保有している基本的な耐震性能を表す指標）
=C（強度の指標）× F（粘り強さの指標）
SD：形状指標（平面・立面形状の非整形性を考慮する指標）
1.0 を基準として、建物形状や耐震壁の配置バランスが悪いほど数値が小さくなる。
T：経年指標（経年劣化を考慮する指標）

Is≧0.6の0.6という数字は1968年十勝沖地震（M7.9、震度5）および1978年宮城県沖地震（M7.4、震度5）で中破以上の被害を受けた鉄筋コンクリート造建築物の2次診断の結果を比較した経験から導き出されている。
分布によると震度5程度では、Is値が0.6以上の建物に中破以上の被害が生じていない。また、Is値が0.6を下回るとIs値が低くなるに従って被害を受ける可能性が高くなる。
- Is＜0.3またはq＜0.5：地震の震動及び衝撃に対して倒壊し、又は崩壊する危険性が高い。
- 0.3≦Is＜0.6または0.5≦q＜1.0：地震の震動及び衝撃に対して倒壊し、又は崩壊する危険性がある。
- Is≧0.6かつq≧1.0：地震の震動及び衝撃に対して倒壊し、又は崩壊する危険性が低い。

### CT･SD値
CT･SD値とは、累積強度指標CTと形状指標SDの積で求められる指標であり、鉄筋コンクリート造が主な構造の建物が持っている、地震による水平方向の力に対して対応する強さをいう。

### q値
q値とは、鉄骨造が主な構造の建物が持っている、地震による水平方向の力に対して対応する強さをいう。学校施設では1.0以上に補強するよう求められている。

## 第1次診断
比較的耐震壁が多く配された建築物の耐震性能評価を目的とした診断法である。最も簡便な方法で、対象建物の各階の柱・壁の断面積とその階が支えている建物重量から構造耐震指標を評価する。比較的壁の多い建物には適しているが、壁の少ない建物では耐力が過小評価される。設計図面が残っていれば建物の詳細な調査を行わなくても短時間で計算できる。

## 第2次診断
梁よりも、柱、壁などの鉛直部材の破壊が先行する建築物の耐震性能評価を目的とした診断法である。梁は考慮しない。設計図面が残っていることが前提である。各階の柱と壁のコンクリートと鉄筋の寸法から終局耐力を計算して、その階が支えている建物重量と比較する。その他2種要素、極短柱、下階壁抜け等の検討をする。コンクリートの圧縮強度・中性化等の試験、建物の劣化状態（ひび割れ・漏水・鉄筋錆・コンクリート爆裂）などの調査が必要となる。1次診断より結果の信頼性が高く、公共建築物（学校・庁舎等）で最も多用されている。この方法で補強を行った建物は、近年の新潟県中部地震などでも被害があまり報告されていない。想定地震力は400gal程度といわれる（保有水平耐力計算は1000gal）。

## 第3次診断
柱、壁の強さと粘りに加え、梁を考慮した診断方法である。設計図面が残っていることが前提である。2次診断の柱と壁に加えて梁も考慮して計算する、現行建築基準法の保有水平耐力計算とほぼ同程度のレベルで建物の終局耐力を計算する方法だが、保有水平耐力計算の計算上の仮定に最も左右されやすい。計算結果通りに建物が終局耐力に達するか否かについて、十分注意して判断する必要がある。高層建築や鉄骨造が対象となる事が多い。

## 現地調査項目例
- 図面照合調査
- 敷地形状調査
- コンクリート強度調査
- コンクリート中性化試験
- 鉄筋腐食度調査
- 鉄筋径、かぶり厚さ測定
- 不同沈下調査
- 鉄骨実態調査
- 超音波探傷試験調査